# 當祈禱落幕時
《當祈禱落幕時》，簡體中文版譯作《祈禱落幕時》，是日本作家東野圭吾的長篇推理小說，也是「加賀恭一郎系列」的第十本小說。2013年8月9日發售《新參者》小說的文庫版的同時，亦公布新作名稱及發售日期，名稱定為「當祈禱落幕時」。2013年10月21日，公布有關阿部寛主演的電視劇SP「沉睡的森林」的消息時，已經賣出超過27萬册。
作為「加賀恭一郎系列」的第十作，終於觸及了恭一郎的母親失踪之理由，並提及作為一名優秀警員的加賀，何以選擇留在地區警署工作的原因。本作提及加賀在公在私的各種改變，也有關於東日本地震及核電廠員工的工作環境問題的描寫。
2018年1月27日，同名改編電影上映，由阿部寬主演，上映首週空降日本票房冠軍。

## 出版書籍
| 出版社       | 出版日期      | 格式   | 頁數  | ISBN                   | 譯者   |
| ------------ | ------------- | ------ | ----- | ---------------------- | ------ |
| 講談社       | 2013年9月13日 | 單行本 | 381頁 | ISBN 978-4-06-218536-3 | 不適用 |
| 南海出版公司 | 2015年1月1日  | 平裝書 | 292頁 | ISBN 978-754-427469-2  | 代珂   |
| 獨步文化     | 2015年8月1日  | 平裝書 | 352頁 | ISBN 978-986-565-131-2 | 劉姿君 |

## 宣傳詞
- 這不是悲劇，這是我的人生。
- 東野圭吾，費盡心力的挑戰。
- 2013年，娛樂界最大的驚喜。

## 故事簡介
在東京葛飾區小菅一所破舊的公寓裡，發現一具年約四十餘歲的腐爛女屍，經過調查後，警方得知死者是住在滋賀縣彥根市的押谷道子，按屍體腐爛程度，死者死去已至少有二十天。奇怪的是，公寓屋主越川睦夫卻下落不明。搜查一課的松宮刑事直覺此案件，和二十日前發生在附近新小岩的流浪漢被燒死的命案有關，結果透過DNA鑑定證實被燒死的流浪漢真是失蹤的越川。
松宮前往滋賀縣調查女死者押谷，他發現押谷只是個普通的護理產品銷售員，並沒有任何金錢糾紛和與人結怨，而她前來東京的原因，是要與多年未見，在東京擔任舞台劇導演的國中同學淺居博美見面。之後松宮查問淺居，淺居表示押谷早前在滋賀縣的安老中心推銷護理產品時，發現淺居失蹤多時的母親，故特地來東京通知淺居，順便觀看老同學的新舞台劇。淺居向押谷表示無法原諒母親當年不但拋夫棄女與情夫私奔，並以丈夫名義借下大筆高利貸，令淺居父親走入絕境而自殺身亡，所以不會照顧母親。淺居稱押谷離去後再沒有見過她，而松宮亦查證押谷死亡當日，淺居整日都在劇院，有不在場證據，故排除她是兇手。而松宮亦發現除淺居外，押谷在東京不認識任何人，更不認識被燒死的越川。
松宮在淺居辦公室查問時，發現淺居與表哥日本橋署刑事加賀恭一郎的合照，於是向加賀查問，才知五年前淺居主動邀請加賀教授她劇團的小演員劍道，但兩人之後再沒有往來。不過令加賀感奇怪的是，淺居不找專業的劍道教練，而找他這個只曾取得一次劍道比賽冠軍的刑警教授小演員劍道，而且二人初次見面時，淺居就向加賀透露自己曾經墮胎。
煩惱的松宮向加賀尋求建議，起初加賀因為轄區不同而只提供調查意見。然而，當松宮向加賀提到，警方在案發的公寓裡發現一本月曆，每個月份被寫上東京市內不同橋樑的名字，加賀情緒就激動起來，原來加賀母親在他十歲時離家出走，隨後十多年不知所蹤。直至數年前加賀才獲通知母親已於仙台離逝。加賀在亡母遺物中，竟有一本同樣寫上東京不同橋名的月曆。後來加賀更發現兩個月曆上的字跡相同，確定這命案和離家出走多年的母親有關，於是主動要求加入調查此案，而調查的線索又回到淺居身上。經由追查淺居的過往，找出其身世、流浪漢的真實身分，乃至數件命案與失蹤案背後所潛藏的秘密，直至落幕。

## 登場人物
關於加賀恭一郎、松宮修平、金森登紀子等人物請參看「加賀恭一郎系列－登場人物」。
淺居 博美（Asai Hiromi）
舞台劇導演，編劇，女演員。藝名為「角倉博美」。讀初中時母親偷取全家財產並借下高利貸與情夫出走，父親不堪打擊自殺身亡，博美因此被送入孤兒院所。高中畢業後立志朝戲劇發展而進入「巴拉萊卡劇團」，20歲成為演員，30歲成為導演及劇作家而備受注目。她和巴拉萊卡的經營者諏訪建夫曾有過三年的婚姻，最後因瞞著丈夫墮胎而離婚。因為帶著童星參加加賀主持的日本橋署少年劍道教室,而結識加賀，也向加賀自述曾經墮胎。案發時，由博美加入懸疑元素、改編自名劇曾根崎情死的「異聞.曾根崎情死」正在明治座公演，實現自己「以導演身份在女演員時代的舞台再創輝煌」的夢。
田島 百合子（Tajima Yuriko）
加賀失踪多年的母親，36歲時來到仙台，在小酒館「Seven」工作。憑著比實際年齡年輕的瓜子臉和憂鬱神秘的魅力而受到客人歡迎。最後因健康急劇惡化而在所住公寓中驟逝。個性自律認真，對周圍的人不太敞開心扉，和一為名叫綿部的客人因心靈契合而變得要好。
綿部 俊一（Watabe Shunichi）
約50歲後半，「Seven」的客人，也是百合子的戀人。從事電力有關行業，經常出訪很遠的地方工作。不然則在東京日本橋徘徊。從康代口中得知百合子去世的消息後，告訴康代加賀的地址，並拜託康代把百合子的遺物與骨灰交給加賀後便失去了聯絡。
宮本 康代（Miyamoto Yasuyo）
70多歲。46歲時接手亡夫遺下的小酒館「Seven」及另一間小餐館，並雇用了溫泉旅館老闆娘朋友介紹來的百合子，也是百合子遺體的第一發現者。在綿部的請託下，連絡加賀帶回百合子的遺物和骨灰。東日本地震後將兩間店結束營業，用生意興榮時期賺得的儲蓄作為退休金生活。
押谷 道子（Oshitani Michiko）
小菅事件的受害者。淺居博美的中學同學。受聘於滋賀県彦根市古澤町的清潔公司「美樂蒂亞」而經常在外工作，她開朗健談，並樂於助人的性格，在職場多受同事和顧客所喜愛。在一間安老中心客戶撞見疑似博美母親的人，故前往東京見博美，希望博美母女相認。
淺居 忠雄（Asai Tadao）
博美的父親。是個温厚老實的好人，接管經營了母親家族世代經營的外國精品店。某天，妻子把所有珠寶及忠雄名下的錢提領一空後失踪，更以忠雄名義四處借錢。在高利貸的要脅下，忠雄最終走上自殺的絕路。
淺居 厚子（Asai Atsuko）
博美的母親。和忠雄相親結婚，但婚後對生活不滿，並回復中學時的惡名，夜夜笙歌。後來提取丈夫所有財產及以丈夫名義借取高利貸後，與情夫私奔。消失在忠雄及博美的生活中。二十年後因吃霸王餐從餐廳逃逸時足部骨折，而入住了安老中心，安老中心的工作人員稱她為「201」（因名字不明而以房間號碼代替）。
苗村 誠三（Namura Seizou）
博美和道子就讀中學時的班主任。在博美轉校時叫學生們寫了一封鼓勵的信給博美，是一個熱心的老師。19年前在辭任教師時同時離婚，現在失去了聯絡。
茂木 和重（Shigeki Kazushige）
加賀就讀警校時的同期生。從轄區警署轉了幾次之後去到公關部，由於加賀在警校時對他有恩，故答應協助加賀查案。

## 改編電影
改編電影由福澤克雄執導，阿部寛主演，2018年1月27日於日本上映。香港上映時間為2018年5月23日，台灣上映時間為2018年5月25日。

### 登場人物
- 加賀恭一郎：阿部寛
- 淺居博美：松嶋菜菜子
- 松宮脩平：溝端淳平
- 金森登紀子：田中麗奈
- 淺居厚子：木村綠子
- 宮本康代：烏丸節子
- 大林（警視廳捜査一課主任）：春風亭昇太（日语：春風亭昇太）
- 石垣（警視廳捜査一課刑事部長）：上杉祥三（日语：上杉祥三）
- 坂上（警視廳捜査一課刑事）：須田邦裕（日语：須田邦裕）
- 横山一俊：音尾琢真
- 淺居博美（20歲）：飯豐萬理江
- 淺居博美（14歲）：櫻田日和
- 押谷道子：中島廣子（日语：中島ひろ子）
- 米岡彰文：恵俊彰（日语：恵俊彰）（客串演出）
- 上川菜穗：杏（客串演出）
- 田倉慎一：香川照之（客串演出）
- 苗村誠三：及川光博
- 田島百合子：伊藤蘭
- 淺居忠雄：小日向文世
- 石井亮次（株式會社CBC電視）
- 福島暢啓（毎日放送）
- 加賀隆正：山崎努

### 製作團隊
- 原作：東野圭吾「當祈禱落幕時」（講談社文庫）
- 導演：福澤克雄
- 劇本：李正美
- 音樂：菅野祐悟
- 主題歌：JUJU「東京」（日本索尼音樂）
- 製作統籌：那須田淳、平野隆
- 製作人：伊與田英德、藤井和史、川嶋龍太郎、露崎裕之
- 共同製作：岡田有正
- 音樂製作：志田博英
- 宣傳製作：小山田晶
- 攝影：須田昌弘
- 燈光：鋤野雅彦
- 美術：大西孝紀
- 音效：松尾亮介
- VE：塚田郁夫
- 編審：朝原正志
- 場記：古谷圓
- VFX：小嶋一徹
- 音響效果：谷口廣紀
- 副導演：北川學
- 製作組長：山野寛道
- 特別協助：明治座
- 協助：名橋「日本橋」保存會、三井不動產、人形町商店街聯誼會、甘酒橫丁商店會
- 出品：東寶
- 製作公司：Maclotus
- 製作：電影「當祈禱落幕時」製作委員會（TBS電視台、東寶、電通、毎日放送、株式會社CBC電視、講談社、毎日新聞社、波麗佳音、RKB毎日放送、北海道放送、茂田事務所、PPM、東北放送、TBS廣播）

## 書籍評價
- 2014年 第48回 「吉川英治文學獎」　獲獎 （與大澤在昌的同時獲獎）
- 2013年 「週刊文春推理小說 Best 10」　第2名
- 2014年 「這本推理小說真厲害！」　第10名 （與葉真中顯的並列第10名）
- 2014年 「本格推理小說 Best 10」　第11名
- 評論家川本三郎評道本作說:「本作對犯罪的背後的經濟困難的描寫，令人想起松本清張的世界那些經典的懸疑情節」[2]
- 評論家岡崎武志（日语：岡崎武志）評論《當祈禱落幕時》可以說是「東野版」的《砂之器》（松本清張1961年的作品）[3]